# А-192
А-192 „Армат“ е руска универсална корабна артилерийска установка калибър 130 mm.
Разработена е от ФГУП „КБ Арсенал“ за въоръжение на новите руски фрегати проект 22350. Произвежда се в ОАО „Машиностроителен завод „Арсенал““. Представлява универсална автоматична артустановка среден калибър, способна да води огън както по надводни и наземни цели, така и по въздушни, включително и противокорабни ракети.

## Описание
Установката е създадена на базата на АК-130 по пътя на нейното олекотяване и поставяне на новата система за управление на огъня „Пума“, разработка на московското КБ „Аметист“. Олекотяването позволява използването на такава мощна установка на относително неголеми кораби, с водоизместимост от 2000 тона. Предлага се и за износ. Впоследствие за нея се планира разработката на нови типове боеприпаси, включая управляеми и активно-реактивни, което значително ще разшири бойните ѝ възможности.

## Тактико-технически характеристики
- Брой стволове– 1
- Калибър– 130 mm
- Далечина на стрелбата:
  - по морски цели – до 23 km
  - по въздушни цели – до 18 mm
- Ъгли на наводка по вертикала – −15°... +80°
- Ъгъл на наводка по хоризонтала – ± 170°
- Скорострелност– до 30 изстрела/минута
- Боен разчет – 5 души
- Маса на установката – 25 тона без боеприпасите